# بهزاد خواجات
بهزاد خواجات زاده ی ۲۵ آذر ۱۳۴۷ در اهواز و دکترای ادبیات فارسی و استادیار دانشگاه است.
وی پیشینه ای هم در بازیگری تئاتر دارد.
خواجات مقالات فراوانی در حیطه ی نقد ادبی و شاعران معاصر نگاشته و در کنار آن با جریان های پیشرو شعر امروز، همپویی داشته است ، اما شهرت او بیشتر به خاطر جریان شعر دهه ی هفتاد است که وی به همراه چند شاعر دیگر جزو چهره های مؤثر آن به شمار می آید.

اشعار وی تا کنون به زبان های انگلیسی،فرانسوی،عربی،ترکی آذربایجانی،کردی،چینی،ایتالیایی و آلمانی ترجمه شده و نام او در زمینه ی نقد و نظریه پردازی ادبی نیز همواره در سه دهه ی اخیر مطرح بوده است.

نامه ی احمد شاملو به بهزاد خواجات یکی از اسناد با ارزش در خصوص توصیه به شاعران جوان محسوب می شود.

## آثار
شعر:
- چند پرنده مانده به مرگ؟( نشر نارنج 1378)و تجدید چاپ(نشر خوزان 1397)
- جمهور ( نشر نیم نگاه 1380) و تجدید چاپ نشر نیم نگاه(1382)
- مثل اروند از درِ مخفی ( نشر نیم نگاه 1382)
- حکمتِ مشاء(گزینه اشعار - نشر تکا 1388)
- بو نوشتن برای شرجی(نشر فصل پنجم - 1392)
- در وضعیت کوانتوم( نشر چشمه - 1393)
- میخ بازی برای مرتاضان(نشر سرزمین اهورایی-1395)
- صِفرِ سَفَر(به گزین اشعار - نشر هرمز- 1398)
- خالکوبیِ پروانه بر اژدها( نشر فصل پنجم -1398)
- در چشم تو آهسته تر(در فروست شعر دهه ی هفتاد به کوشش آفاق شوهانی و ابوالفضل پاشا - نشر مهر و دل 1399)
- از جهنم خودنویسم(نشر مهر و دل 1399)
- قبلش دست ها را بشویید(نشر نگاه-1401)

آثار پژوهشی
- منازعه در پیرهن (مجموعه مقالات-نشر رَسش-1381)
- زبان و ادب فارسی(درس نامه-نشر داستان سرا-1382)
- رمانتی سیسم ایرانی(نشر بامداد نو-1391)

گردآوری
- هفتاد(شعرها و شاعران برگزیده ی دهه ی هفتاد - به همراه ابوالفضل پاشا و رضا چایچی-1395)

* همیاری در کتاب
- با شاعران امروز(مصاحبه)به کوشش م.روان شید(نشر آرویج - 1379
- کسی هنوز عیار تو را نسنجیده است(مقاله) - نشر داستان سرا 1383
- مرا تلنگر یادت بس(مقاله)-به کوشش محمد ولی زاده-نشر داستان سرا 1390
- زمزمه ای برای ابدیت(مقاله)-به کوشش کامیار عابدی-نشر کتاب نادر 1379

مقالات
مقالات علمی و پژوهشی از جمله :
- عوامل ایجاد ابهام در شعر معاصر فارسی-ادبيات عرفاني و اسطوره شناختي (زبان و ادبيات فارسي)-شماره 11-تابستان1387
- رمانتیسم سپاری در شعر فروغ فرخ زاد - نشریه زن و فرهنگ - شماره 36 - تابستان 1397
- شعر مونث(نقش شاعران زن در شعر امروز ایران)- نشریه زن و فرهنگ-شماره15-1392
- بررسی تطبیقی یک شعر از علی باباچاهی و شمس لنگرودی بر اساس نظریه ی ریزوماتیک ژیل دلوز-نشریه نقد، تحلیل و زیبایی شناسی متون-شماره 13-زمستان 1400
- بحران هویت در شعر پست مدرنیستی ایران-فصلنامه شعر پژوهی (بوستان ادب)-شماره ی 42-زمستان 1398
- درآمدی بر غریب نمایی در شعر پسا مدرنیستی ایران-نشریه زبان و ادب فارسی-شماره ی 241 - 1399
- بررسی مولفه های هیچ انگاری در شعر معاصر (استاد مشاور)-عبدالکریم کریمی - نشریه ی مطالعات زبان و ادبیات غنایی-شماره ی 44- پاییز 1401
- و مقالات ادبی پرشمار در نشریات گوناگون

### کنشگری ها
- داوری جشنواره های درون کشوری و بین المللی
- داوری مقالات علمی پژوهشی
- برنده ی جایزه ی دومین دوره ی جایزه ی شعر کارنامه (1383)
- برنده ی سومین دوره ی جایزه ی شعر نیما یوشیج(در بخش نقد ادبی)
- کاندیدای دریافت ششمین دوره ی جایزه ی شعر شاملو
- شرکت در فیلم مستند"این قیافه ی مشکوک"(زندگی و شعر علی باباچاهی) - به کارگردانی وحید علی زاده رزازی-1391

نمونه شعر :
سر آن قرار نیامدی
نیامدی و با هم به آن تریای هفت عصر نرفتیم
تو قهوه سفارش ندادی ، من چای میوه نخوردم
نیامدی و با هم از برف سنگین آن روز نگفتیم
نخی سیگار نکشیدم، آدامس P.K نخوردی
من شعری برایت نخواندم
و تو از نمایشگاه نقاشی ات حرف نزدی
نیامدی و شاگرد مغازه نگفت :(( داریم تعطیل می کنیم آقا!))
تو به من نگفتی عوض شده شماره تلفن ات
نگفتی و دیگر ندیدمت
و قرار، بی ما سر جایش بود
همان جا که نیامدی.

## = منابع
1. ↑  	جریان‌شناسی شعر دهه هفتاد-سعید زهره وند
2. ↑  شعر فارسی دهه هفتاد-ویکی پدیا
3. ↑  سیاست شعر-امید شمس-نشریه ی "ناممکن"-اسفند1391
4. ↑  ربع قرن بعد در شعر بهزاد خواجات-روزنامه ایران-یزدان سلحشور
5. ↑  شاخص های تحول در شعر دهه ی هفتاد-مجله ی کارنامه-شماره ی ۳۵ - تیر ۱۳۸۲[پیوند مرده]
6. ↑  گونه‌ بر ماه، دستْ با لیوان آتش-سعدی گلبیانی-مجله‌ی کتاب هفته خبر- آبان ۱۳۹۴
7. ↑  فیلسوف روی الاکلنگ ‏(نقد شعر بهزاد خواجات-یزدان سلحشور-کتاب ماه ادبیات و فلسفه ‏-شماره ۲۲
8. ↑  منازعه در پیرهن - بهزاد خواجات- نشر رسش  1381[پیوند مرده]
9. ↑  گفت و گو با بهزاد خواجات-مرکز پژوهش های ایرانی و اسلامی
10. ↑  میزگرد نشریه گوهران درباره ی شعر امروز
11. ↑  نقد شعر هوشنگ بادیه نشین-بهزاد خواجات-خانه ی داستان چوک
12. ↑  آثار بهزاد خواجات در گوگل اسکالر
13. ↑  هفت وادی هفتاد-بهزاد خواجات-مجله ی "قلم یاران"- شماره ۸ - بهمن ۹۶

=